# Великий сосочок дванадцятипалої кишки

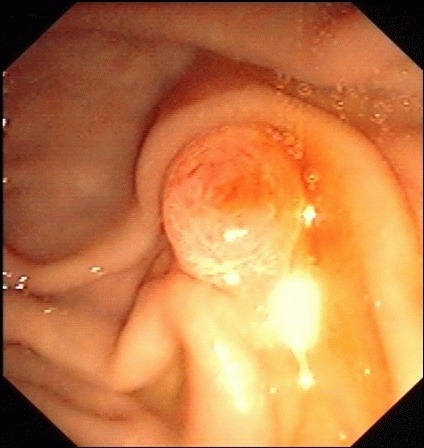
Фатерів сосочок. Знято через ендоскоп

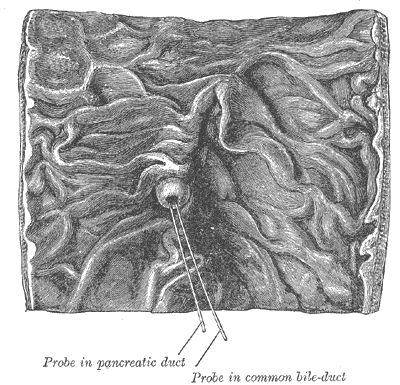
Фатерів сосочок. Малюнок з Анатомії Грея

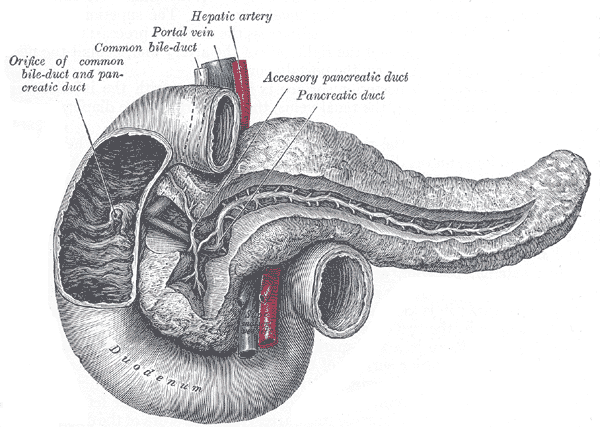
Дванадцятипала кишка та фатерів сосочок. Малюнок з Анатомії Грея

Великий сосочок дванадцятипалої кишки (лат. papilla duodeni major; синоніми: великий дуоденальний сосочок, Фатерів сосочок, Фатерів сосок) — анатомічна структура у вигляді напівсферичного, конусоподібного або сплощеного піднесення від 2 мм до 2 см заввишки, розташована на кінці поздовжньої складки слизової оболонки в середині низхідної частини дванадцятипалої кишки приблизно на 12-14 см нижче воротаря. У 80 % випадків відкривається в просвіт дванадцятипалої кишки одним отвором, загальним для жовчної та панкреатичної проток. Приблизно о 20 % випадків панкреатична протока відкривається на 2-4 см вище.
Великий сосочок дванадцятипалої кишки. У Фатеровому соску розташовується печінково-підшлункова ампула, в яку надходить жовч та травні соки підшлункової залози.
У фатеровому сосочку розташований сфінктер Одді, що регулює надходження жовчі і панкреатичного соку в дванадцятипалу кишку і не допускає потрапляння вмісту кишківника в жовчний та панкреатичний протоки.
Названий на честь німецького анатома Абрахама Фатера.